# Kvitkleven
Kvitkleven (norwegisch für Weiße Kammer) ist ein mit Gletschereis angefüllter Bergkessel im ostantarktischen Königin-Maud-Land. In den Filchnerbergen der Orvinfjella liegt er auf der Südseite des Klevekampen.
Norwegische Kartographen, die ihn auch benannten, kartierten ihn anhand von Luftaufnahmen und Vermessungen der Dritten Norwegischen Antarktisexpedition (1956–1960).